# Megalodon
Megalodon (nghĩa là "răng lớn" từ tiếng Hy Lạp cổ đại) là một loài cá mập khổng lồ đã tuyệt chủng thuộc lớp Cá sụn, sống cách nay khoảng 15,9 tới 2,6 triệu năm vào thời kỳ Đại Tân Sinh (Miocen giữa tới Pliocen muộn).
Việc phân loài của O. megalodon là đề tài tranh luận trong gần một thế kỷ, và vẫn chưa thống nhất. Có hai phân loại carcharodon Otodus megalodon (thuộc họ Lamnidae) và Otodont megalodon (thuộc họ Otodontidae). Do đó, danh pháp khoa học của loài này thường được giản lược thành O.megalodon trong văn hóa đại chúng.
O. megalodon được xem là một trong những động vật có xương sống lớn nhất và mạnh mẽ nhất trong lịch sử tự nhiên, và có lẽ từng có tác động lớn đến cấu trúc của đời sống đại dương. Ước tính mới đây cho rằng loài cá mập khổng lồ này có thể đạt chiều dài 15,9 mét - nặng 51 tấn và 17,3m - nặng 65,6 tấn. Cá thể lớn nhất được ước tính dài tới 20,3 mét (67 ft), và nặng 106,1 tấn cũng cho thấy nó có phạm vi phân bố toàn cầu. Các nhà khoa học cho rằng O. megalodon có bề ngoài to lớn như phiên bản khổng lồ của cá mập trắng lớn, Carcharodon carcharias.

## Phát hiện

### Răng

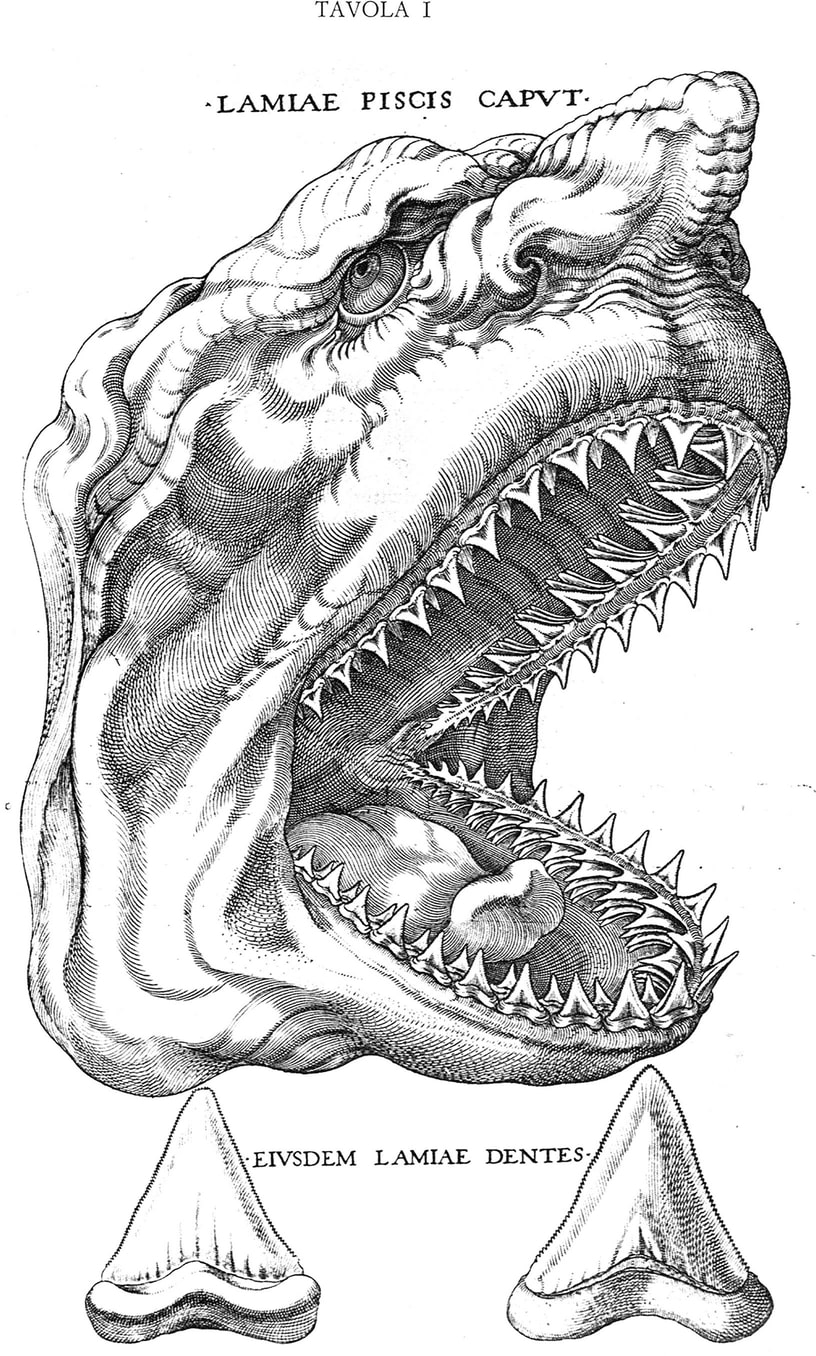
Hình minh họa đầu cá mập của Nicolaus Steno trong tác phẩm The Head of a Shark Dissected.

Theo các ghi chép từ thời kỳ Phục Hưng, những răng hóa thạch hình tam giác khổng lồ thường bị tin rằng là lưỡi hóa đá, hoặc răng, của rồng và rắn. Năm 1667, nhà tự nhiên học người Đan Mạch Nicolaus Steno, đã nhận định lại rằng đây là răng cá mập, và đã vẽ một hình minh họa đầu cá mập với rất nhiều răng. Ông mô tả phát hiện này trong quyển The Head of a Shark Dissected.
Cá mập liên tục tạo ra răng trong suốt cuộc đời của chúng. Tùy thuộc vào những gì chúng ăn, cá mập mất một bộ răng cứ sau một đến hai tuần, có tới 40.000 chiếc răng trong cuộc đời của chúng. Điều này có nghĩa là răng cá mập liên tục đổ xuống đáy đại dương, làm tăng khả năng chúng bị hóa thạch.
Răng của chúng dài khoảng 18 cm, dài gấp 3 lần Cá mập trắng lớn, Megalodon có lực cắn khủng khiếp nhất trong các loài động vật từng được biết đến, lực cắn của chúng có đạt từ 11- 18 tấn.

### Phân loại
Theo các tài liệu thời Phục hưng, những chiếc răng hóa thạch hình tam giác khổng lồ thường được tìm thấy nằm trong các thành tạo đá từng được cho là những chiếc lưỡi hóa đá, hay còn gọi là glossopetrae, của rồng và rắn. Cách giải thích này đã được sửa chữa vào năm 1667 bởi nhà tự nhiên học người Đan Mạch Nicolas Steno, người đã công nhận chúng là răng cá mập, và đã tạo ra một mô tả nổi tiếng về đầu của một con cá mập mang những chiếc răng như vậy. Ông đã mô tả những phát hiện của mình trong cuốn sách The Head of a Shark Dissected, trong đó cũng có hình minh họa về một chiếc răng megalodon.
Nhà tự nhiên học Thụy Sĩ Louis Agassiz đã đặt tên khoa học ban đầu cho loài cá mập này là Carcharodon megalodon trong tác phẩm năm 1843 Recherches sur les poissons hóa thạch của ông, dựa trên dấu tích răng. Nhà cổ sinh vật học người Anh Edward Charlesworth trong bài báo năm 1837 của mình đã sử dụng tên Carcharias megalodon, đồng thời trích dẫn Agassiz là tác giả, cho thấy Agassiz đã mô tả loài này trước năm 1843. Nhà cổ sinh vật học người Anh Charles Davies Sherborn vào năm 1928 đã liệt kê một loạt bài báo năm 1835 của Agassiz là bài báo khoa học đầu tiên. mô tả về cá mập. Tên cụ thể megalodon được dịch là "răng lớn", từ tiếng Hy Lạp cổ đại: μέγας, La tinh hóa: (mégas), lit. 'to, hùng mạnh' và ὀδούς (odoús), "răng. Răng của megalodon có hình thái tương tự răng của cá mập trắng lớn (Carcharodon carcharias), và trên cơ sở quan sát này, Agassiz đã xếp megalodon vào chi Carcharodon.
Có một mô tả rõ ràng về loài cá mập này vào năm 1881 phân loại nó là Selache manzonii.

## Hóa thạch
Hóa thạch chủ yếu của O. megalodon là răng và cột sống. Giống mọi loài cá mập, bộ xương O. megalodon được cấu tạo từ sụn chứ không phải xương thông thường; điều này làm các mẫu vật bị bảo quản rất tệ. Dù những dấu vết cổ nhất của megalodon có niên đại từ các địa tầng thế Oligocen muộn, khoảng 28 triệu năm trước, thường thì người ta cho rằng loài này bắt đầu xuất hiện vào thế Miocen giữa, chừng 15.9 triệu năm trước. Mặc dù các địa tầng kéo dài khỏi biên giới Phân đại Đệ Tam thường thiếu vắng hóa thạch megalodon, nhưng chúng đã được báo cáo có mặt trong các địa tàng thế Pleistocen sau đó. O. megalodon tuyệt chủng vào cuối thế Pliocen, có thể khoảng 2.6 triệu năm trước; răng O. megalodon thời kỳ sau Pliocen được cho là hóa thạch giả. O. megalodon có phạm vi phân bố toàn cầu, hóa thạch được khai quật tại nhiều nơi trên thế giới, gồm châu Âu, châu Phi, cả Bắc và Nam Mỹ, cũng như Puerto Rico, Cuba, Jamaica, quần đảo Canary, Úc, New Zealand, Nhật Bản, Malta, Grenadines và Ấn Độ. Răng megalodon đã được tìm thấy tại các vùng đất rất xa bờ, như rãnh Mariana ở Thái Bình Dương.

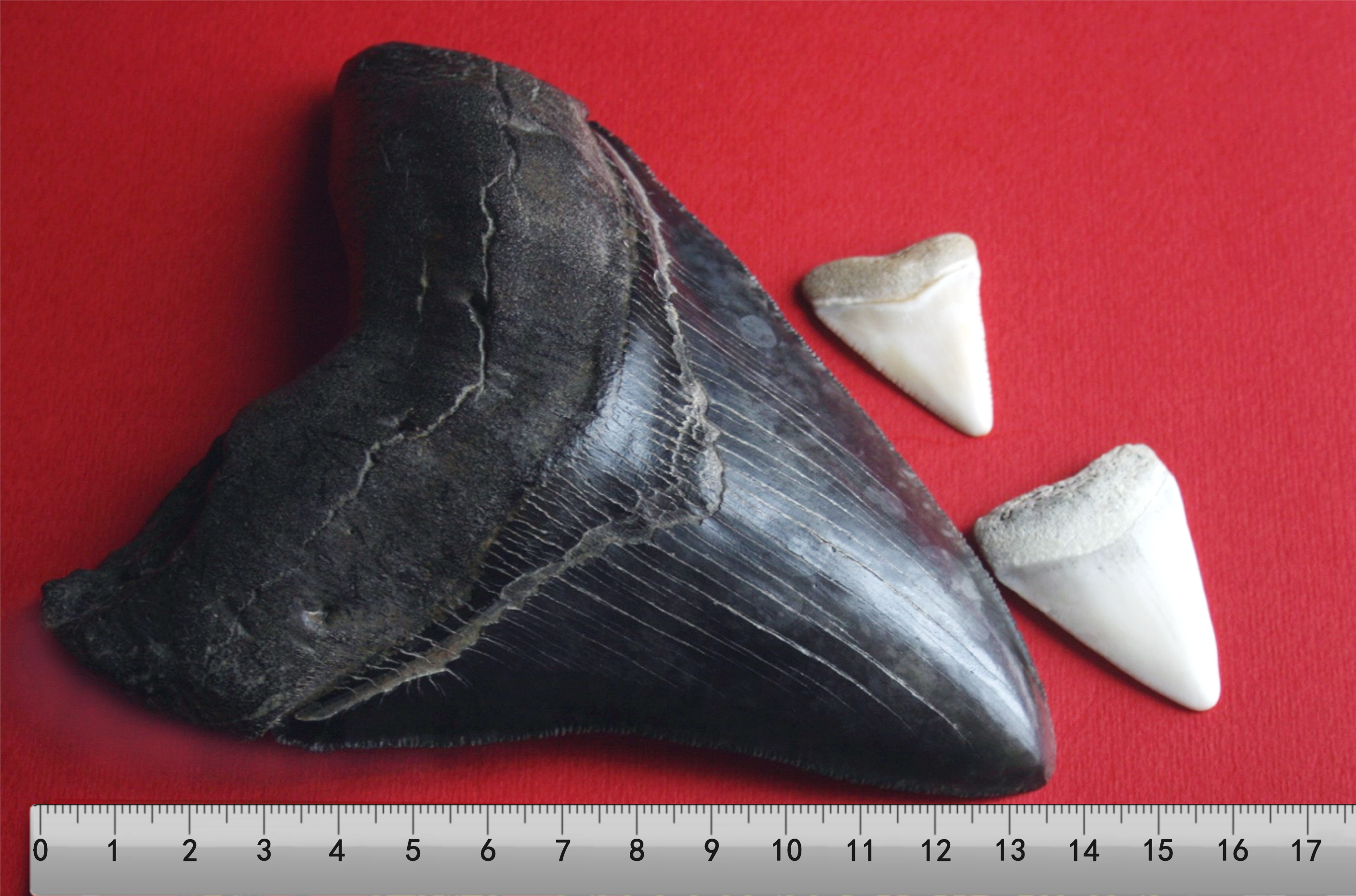
Răng megalodon với hai chiếc răng của cá mập trắng lớn.

Hóa thạch megalodon phổ biến nhất là răng. Các đặc điểm là: dạng hình tam giác, cấu trúc thẳng, kích thước lớn, có răng cưa dọc các rìa. Megalodon có răng to nhất trong tất cả các loài cá mập được biết đến.
Vài hóa thạch cột sống đã được tìm thấy. Nổi bật nhất là cột sống được bảo quản một phần của một cá thể, khai quật tại Antwerp, Bỉ bởi M. Leriche năm 1926. Nó gồm 150 đốt sống trung tâm, đường kính mỗi đốt từ 55 milimét (2,2 in) tới 155 milimét (6,1 in). Tuy nhiên, các nhà khoa học cho rằng có thể có đốt sống còn lớn hơn. Cột sống được bảo quản một phần của một cá thể khác đã được tìm ra tại Gram clay, Đan Mạch bởi Bendix-Almgeen năm 1983. Mẫu vật này gồm 20 đốt sống, đường kính mỗi đốt từ 100 milimét (3,9 in) tới 230 milimét (9,1 in).

## Phân loại
Sau nhiều thập niên nghiên cứu và xem xét, phát sinh loài của O. megalodon vẫn chưa được thống nhất. Nhiều nhà nghiên cứu cá mập (e.g. J. E. Randall, A. P. Klimley, D. G. Ainley, M. D. Gottfried, L. J. V. Compagno, S. C. Bowman, and R. W. Purdy) khẳng định O. megalodon là họ hàng gần của cá mập trắng lớn. Tuy nhiên, số khác (e.g. D. S. Jordan, H. Hannibal, E. Casier, C. DeMuizon, T. J. DeVries, D. Ward, and H. Cappetta) xem tiến hóa hội tụ là nguyên nhân của sự giống nhau giữa hai loài. Carcharocles nhận được sự ủng hộ đáng kể. Nhưng phiên bản phân loại đầu tiên vẫn được chấp nhận rộng rãi.

## Giải phẫu

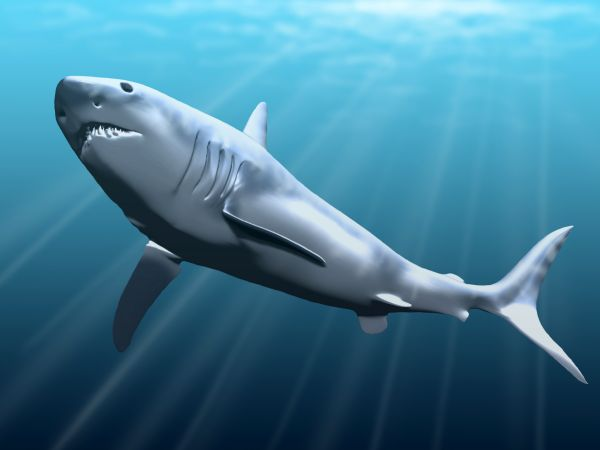
Hình phục dựng

Trong số các loài hiện nay, cá mập trắng lớn giống nhất với megalodon. Việc thiếu bộ xương hóa thạch được bảo quản tốt dẫn đến việc các nhà khoa học lấy cá mập trắng lớn làm cơ sở cho việc phục dựng và ước tính kích thước.

### Ước tính kích thước
Do những hóa thạch khá rời rạc (cho tới nay chỉ tìm được bộ hàm, răng và một số cột sống không hoàn chỉnh), vì vậy kích thước ước tính của C. megalodon thường thay đổi tùy theo công thức tính Tuy nhiên, cộng đồng khoa học công nhận C.Megalodon lớn hơn cá mập voi, Rhincodon typus.

#### Chiều dài
Hiện nay, ước tính được công nhận nhiều nhất là Megalodon đạt chiều dài lớn nhất hơn 20 mét (66 ft).